# 查氏小油鯰
查氏小油鯰，為輻鰭魚綱鯰形目鼬鯰科的其中一種，為熱帶淡水魚，分布於中南美洲巴拿馬Cocle de Norte河至馬拉開波湖流域，體長可達15.4公分，棲息在沙石底質、海拔20-660公尺的溪流底層水域，生活習性不明。

## 扩展阅读
維基物種上的相關：查氏小油鯰